# Statek (serial telewizyjny)
Statek (hiszp. El barco, 2011-2013) – hiszpański fantastycznonaukowy serial dramatyczny, nadawany przez stację Antena 3 od 17 stycznia 2011 do 22 lutego 2013 roku. Wyprodukowany przez Globomedia.

## Opis fabuły
Podczas niebezpiecznych eksperymentów w laboratorium w Genewie, dochodzi do katastrofy akceleratora cząstek. Chwile przed tym zdarzeniem na statek pasażerski wsiadło kilkudziesięciu uczniów, kilku nauczycieli, kapitan oraz załoga statku. Po burzy i niezwykle silnym sztormie, z którego cudem udało im się przeżyć, kapitan Estrella Polar (Gwiazdy Polarnej) i nauczycielka – naukowiec uświadamiają sobie, że są prawdopodobnie jedynymi ludźmi, którzy żyją na Ziemi. Według zdjęć satelitarnych, które udało się zdobyć Julii Wilson woda zalała wszystkie lądy na Ziemi, jednak zdobyła ona zdjęcia tylko jednej półkuli naszej planety, co daje im nadzieje na odnalezienie lądu. Od teraz statek to ich jedyny grunt pod nogami.

## Obsada
- Juanjo Artero jako Ricardo Montero
- Mario Casas jako Ulises Garmendia
- Blanca Suárez jako Ainhoa Montero
- Irene Montalà jako Julia Wilson
- Luis Callejo jako Julián de la Cuadra
- Juan Pablo Shuk jako Ernesto Gamboa
- Neus Sanz jako Salomé Palacios
- Iván Massagué jako Burbuja
- Marina Salas jako Vilma
- Javier Hernández jako Piti
- Giselle Calderón jako Estela
- David Seijo jako Ramiro
- Bernabé Fernández jako Andrés Palomares
- Patricia Arbues jako Valeria Montero
- Daniel Ortiz jako Victor
- Belén Rueda jako Leonor
- Guillermo Barrientos jako Tom
- Paloma Bloyd jako Dulce
- Alba Ribas jako Sol

## Postacie
Ricardo Montero – kapitan statku Gwiazda Polarna. Wieloletni przyjaciel Juliána i Salomé. Jest ojcem dwóch córek: Ainhoi i Valerii. Jego żona Marisa, zmarła zanim Ricardo wypłynął w rejs. Jest spokojnym i wyważonym przywódcą, dzięki czemu często może zapobiec buntom na pokładzie. Jest zakochany w lekarce, Julii, z którą ostatecznie bierze ślub.
Julián de la Cuadra – pierwszy oficer statku. Przyjaciel Ricardo od lat. Ma nieco trudny charakter i czasem jest porywczy, lecz zawsze jest posłuszny kapitanowi. Przed laty zostawił żonę i syna Ulisesa, o którym dowiedział się dopiero po jego przybyciu na statek. Jest zakochany, z wzajemnością, w kucharce, Salomé. Przez jakiś czas choruje na raka prostaty.
Ulises Garmendia – został pasażerem "na gapę" na Gwieździe Polarnej. Jest synem Juliána, z którym na początku ma trudne relacje, lecz potem ojciec się do niego przekonuje. Sam jest doświadczonym marynarzem. Ulises jest zakochany w Ainhoi, lecz ona z początku go odpycha. Z tego powodu przez pewien czas tworzy związek z Julią. Pod koniec pierwszego sezonu schodzi się z Ainhoą, jednak ich związek przechodzi dużo kryzysów i w późniejszym czasie rozpada się.
Julia Wilson – biolog i lekarka. Wcześniej pracowała w instytucie w Genewie, przy akceleratorze cząstek. W razie katastrofy, jej zadaniem jest ocenić jej skalę i bezpiecznie prowadzić statek. W pierwszym sezonie jest w związku z Ulisesem, mimo że on kocha Ainhoę. W drugim sezonie zaczyna flirtować z kapitanem, któremu podoba się od początku. Ostatecznie bierze ślub z Ricardo.
Ainhoa Montero – córka kapitana i siostra Valerii. Po śmierci matki pomaga ojcu w wychowaniu siostry. Od początku zainteresowany jest nią Ulises, lecz ona go odpycha. Jest w związku z Gamboą, dopóki nie odkrywa, że jest to człowiek niebezpieczny. Po rozstaniu z nim, schodzi się z Ulisesem. W wyniku wielu burz ich związek rozpada się, pomimo tego oboje pragną ponownie się zejść. Jej najlepszą przyjaciółką jest Vilma.
Ernesto Gamboa – podaje się za profesora szkoły przetrwania, lecz naprawdę jest mordercą – wchodzi na pokład z trupem w bagażniku samochodu. Tak jak Julia, był pracownikiem instytutu w Genewie, lecz w sekcji militarnej. Jest w konflikcie z kapitanem. Kocha się w Ainhoi, co powoduje silne tarcia pomiędzy nim a Ulisesem. W późniejszym czasie, wiąże się z Estelą.
Roberto ("Burbuja", "Bąbel") Palacios (Roberto Schneider) – marynarz na statku. Jest upośledzony; w wyniku wypadku, jego mózg był niedotleniony przez 4 minuty. Przed wypadkiem był geniuszem, skończył Harvard i pracował w instytucie w Genewie. Miał narzeczoną Marimar. Nadal ma ogromne możliwości dedukcyjne. Jest bratem Salomé, choć przed wypadkiem prosi ją żeby nigdy tego nie ujawniła.
Salomé Palacios – kucharka na Gwieździe Polarnej. Od wielu lat przyjaciółka Ricardo i jego córek. Jest zakochana, z wzajemnością w Juliánie. Wszyscy zawsze mogą liczyć na jej rady. Jej młodszym bratem jest Bąbel.
Andrés Palomares – jest kapłanem katolickim, który wyrusza w rejs jako student. Jego przyjacielem jest Piti. Żywi szczególne uczucia do Vilmy, co prowadzi w nim do kryzysu moralnego.
Vilma Llorente – jedyna ciężarna pasażerka statku. Ojcem jej dziecka ma być Piti, z którym przez pewien czas jest w związku. Jej przyjacielem jest Palomares, który jest w niej zakochany. W trzecim sezonie wiąże się z Koreańczykiem Cho.
Pedro ("Piti") Gironés – w pierwszym sezonie, chłopak Vilmy. Na początku był uważany za błazna i miał z tego powodu kłopoty ze swoimi rówieśnikami. Oferuje się by być ojcem dziecka Vilmy.
Estela Montes – jest największą romantyczką na statku. Ponadto jest przyjazna i łagodna. Zakochuje się w Ramiro, a następnie w kapitanie. Cierpi na klaustrofobię. Przez pewien czas była związana z Gamboą. Jej ojciec, Alexander jest miliarderem i właścicielem wszystkich 7 ocalałych statków.
Ramiro Medina – jest kaleką – utyka na jedną nogę. Przez długi czas nie mógł uwierzyć w katastrofę. Estela jest w nim zakochana. Ramiro to zaufany człowiek Gamboi.
Valeria Montero – młodsza córka kapitana i siostra Ainhoi. Ma 6 lat. Po śmierci matki wyrusza z rodziną w rejs. Jej najlepszym przyjacielem jest Bąbel.

## Nagrody i nominacje
| Rok  | Organizacja                         | Kategoria                                             | Nominacje     | Rezultat  |
| ---- | ----------------------------------- | ----------------------------------------------------- | ------------- | --------- |
| 2011 | Premios TP de Oro                   | Najlepsza aktorka pierwszoplanowa w serialu narodowym | Blanca Suárez | Nominacja |
| 2011 | Premios Ondas                       | Najlepsza reżyseria serialu dramatycznego             | Blanca Suárez | Wygrana   |
| 2011 | Premios Micrófono de Oro            | Nagroda telewizyjna                                   | Mario Casas   | Wygrana   |
| 2011 | VI Premios Punto Radio de La Rioja  | Najlepszy serial telewizyjny                          | El Barco      | Wygrana   |
| 2012 | VII Premios Punto Radio de La Rioja | Najlepszy serial                                      | El Barco      | Wygrana   |
| 2012 | Neox Fan Awards                     | Najlepszy serial                                      | El Barco      | Wygrana   |